# Pedro Eustache
Pedro José Eustache Vilane (Caracas, 18 de agosto de 1959) es un músico y compositor multinstrumentista de vientos venezolano. 
Fue uno de los pioneros del Sistema Nacional de Orquestas Juveniles e Infantiles de Venezuela creado por el maestro José Antonio Abreu. Su experiencia sinfónica incluye años como solista principal de la Orquesta Sinfónica Simón Bolívar, la Sinfonietta de Caracas y la Orquesta Sinfónica de Venezuela. Como solista ha tocado con todas éstas, así como con la Filarmónica de California, la Orquesta de la Academia Nacional de Santa Cecilia de Roma y en bandas sonoras con la Sinfónica de Londres, la Sinfónica de Praga entre otras. Por más de 10 años Eustache es el solista principal de la sección de vientos de Yanni. Su estilo ecléctico lo ha llevado a estudiar, investigar e interpretar más de quinientos tipos de aerófonos de diferentes partes del mundo, desde la flauta traversa clásica, la flauta dulce, todas las variantes de saxos, quenas, clarinetes, y los más diversos instrumentos autóctonos de variadas regiones y culturas.
Entre estos últimos, Eustache interpreta asimismo el duduk armenio, el bansuri de la India, aerófonos de culturas latinoamericanas, africanas y muchos otros construidos y/o modificados por él mismo.
Sus trabajos con el célebre compositor y director de orquesta griego Yanni le han otorgado un éxito internacional
muy especialmente la presentación en el Mandalay Bay Events Center con sus magníficos y grandiosos solos en su instrumento (Las Vegas) en 2004.
Igualmente, formó parte de la agrupación orquestal de Ravi Shankar en el Concierto para George en 2002, donde se le vio colaborando de forma muy activa, plasmando en el pentagrama para los músicos occidentales arreglos finales del Raga. También, participó en la banda sonora de la película La Pasión de Cristo (nominada mejor película para el premio Oscar 2005) que fue dirigida por el actor y director Mel Gibson en el año 2004.

## Discografía
Pedro Eustache ha participado en las grabaciones de artistas como Paul McCartney, Ravi Shankar, Frank Quintero, Yanni, Alex Acuña, Justo Almario, Dave Grusin y Don Henley, entre otros. Además ha registrado la banda sonora de varias películas, entre las que destacan La Pasión de Cristo, Brother Bear y Océanos de fuego. 
Entre sus discos como solista se encuentran:
- Strive for Higher Realities (1994)
- The Giant Sleeps (1995)
- Global Mission (2004)
- Hymns of Yesterday And Today (2007)

## Premios
- En 1981: Primer premio como intérprete de flauta por el conservatorio Héctor Berlioz de París, Francia.
- En 1982: Primer premio como flautista por la escuela de música de Asnières (Francia).
- En 1985: Premio "Jóvenes Solistas" de la Orquesta Sinfónica de Venezuela.
- En 2000: Premio "Casa del Artista" categoría: 'artista de Venezuela con mayor proyección internacional'.
- En 2007 recibe el Premio "Música de Cine y TV", categoría: "Mejor Interpretación Instrumental por un solista en banda sonora de Cine o Televisión (Piratas del Caribe 3)", Estados Unidos.